# Cat Specialist Group
Le Cat Specialist Group (CatSG) est un groupe de la Commission de la sauvegarde des espèces (Species Survival Commission — SCC) de l'Union internationale pour la conservation de la nature (UICN) spécialisé dans l'étude des félins. Cet organisme est basé à Muri en Suisse. Le groupe est affilié à l'organisme KORA, pour la conservation des carnivores en Europe.
Fondé en 1971, le professeur Paul Leyhausen de la société Max-Planck en est président jusqu'en 1982. Le docteur Norman Myers le remplace en 1983. Peter Jackson est président jusqu'en 2000. Christine Breitenmoser-Würsten et Urs Breitenmoser se partagent la présidence depuis 2000.
Les objectifs du Cat Specialist Group est de maintenir la liste rouge des espèces menacées de félins, de conseiller les organismes gouvernementaux ou privés sur la conservation des espèces, de développer des stratégies de préservations des espèces, de fournir des informations sur le statut et la conservation des félins et de prendre en charge la formation d'experts en conservation de la nature,. Parmi les défis fixés par les co-présidents en 2011 figure l'accroissement des connaissances sur les félinés, les « petits félins », dont le manque de visibilité médiatique et symbolique se traduit par un déficit de connaissances important. Même pour une espèce emblématique comme le tigre, les modifications de population de l'espèce peuvent survenir très rapidement et le système d'enquêtes est trop lent pour que le CatSG puisse le prendre en charge sans l'aide de la communauté internationale.
Les membres du Cat Specialist Group sont au nombre de 189 répartis dans 62 pays différents,.

## Publications

### Cat News
Le Cat Specialist Group publie depuis une trentaine d'années la revue bi-annuelle Cat News, spécialisée dans l'information sur les félins. Les publications originales sont évaluées par des pairs.

### Ouvrages
- (en) Kristin Nowell et Peter Jackson, Wild Cats : Status Survey and Conservation Action Plan, UICN (ISBN 978-2-8317-0045-8 et 2-8317-0045-0, lire en ligne)